# Polybrachia macrolamellosa
Polybrachia macrolamellosa är en ringmaskart som beskrevs av Smirnov 2005. Polybrachia macrolamellosa ingår i släktet Polybrachia och familjen skäggmaskar. Inga underarter finns listade i Catalogue of Life.